# Cabinet Marx I
République de Weimar
Stresemann II Marx II
Le premier cabinet Marx, du nom du chancelier allemand Wilhelm Marx, est en fonction du 30 novembre 1923 au 26 mai 1924.

## Composition
| Portefeuille                                                   | Titulaire                                  | Titulaire                                  | Parti                                      |
| -------------------------------------------------------------- | ------------------------------------------ | ------------------------------------------ | ------------------------------------------ |
| Chancelier du Reich                                            |                                            | Wilhelm Marx                               | Zentrum                                    |
| Vice-chancelier Ministre de l'Intérieur                        |                                            | Karl Jarres                                | DVP                                        |
| Ministre des Affaires étrangères                               |                                            | Gustav Stresemann                          | DVP                                        |
| Ministre des Finances                                          |                                            | Hans Luther                                | Indép.                                     |
| Ministre de l'Économie                                         |                                            | Eduard Hamm                                | DDP                                        |
| Ministre du Travail                                            |                                            | Heinrich Brauns                            | Zentrum                                    |
| Ministre de la Défense                                         |                                            | Otto Gessler                               | DDP                                        |
| Ministre de la Justice                                         |                                            | Erich Emminger (jusqu'au 16/04/1924)       | BVP                                        |
| Ministre de l'Alimentation et de l'Agriculture                 |                                            | Gerhard von Kanitz                         | Indép.                                     |
| Ministre de la Reconstruction (jusqu'au 11/05/1924)            | Intérim du secrétaire d'État Gustav Müller | Intérim du secrétaire d'État Gustav Müller | Intérim du secrétaire d'État Gustav Müller |
| Ministre des Postes Ministre des Territoires occupés (intérim) |                                            | Anton Höfle                                | Zentrum                                    |
| Ministre des Transports                                        |                                            | Rudolf Oeser                               | DDP                                        |